# Akademia Sztuk Pięknych w Warszawie

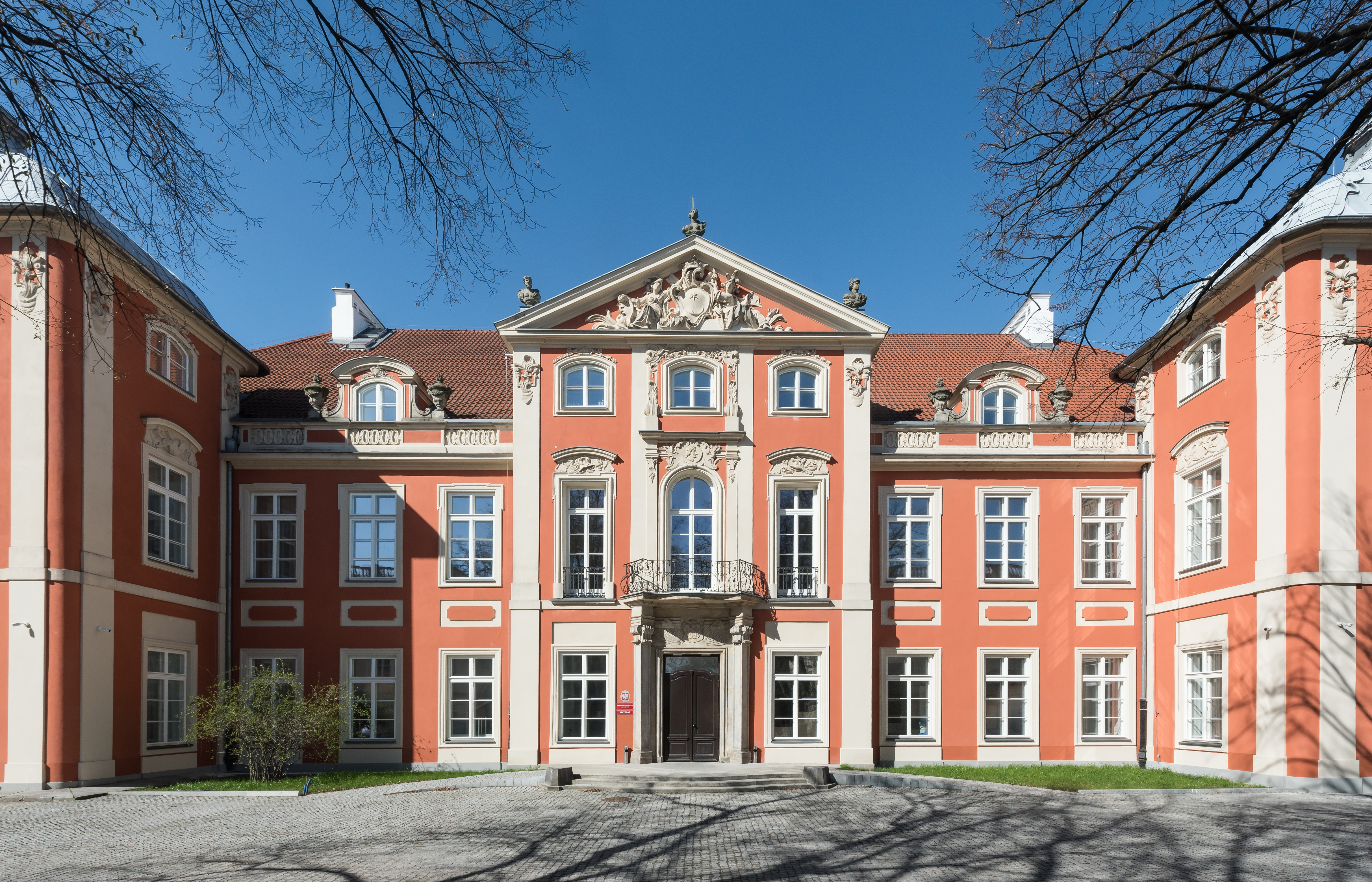
Korpus główny pałacu Czapskich, siedziba rektoratu uczelni

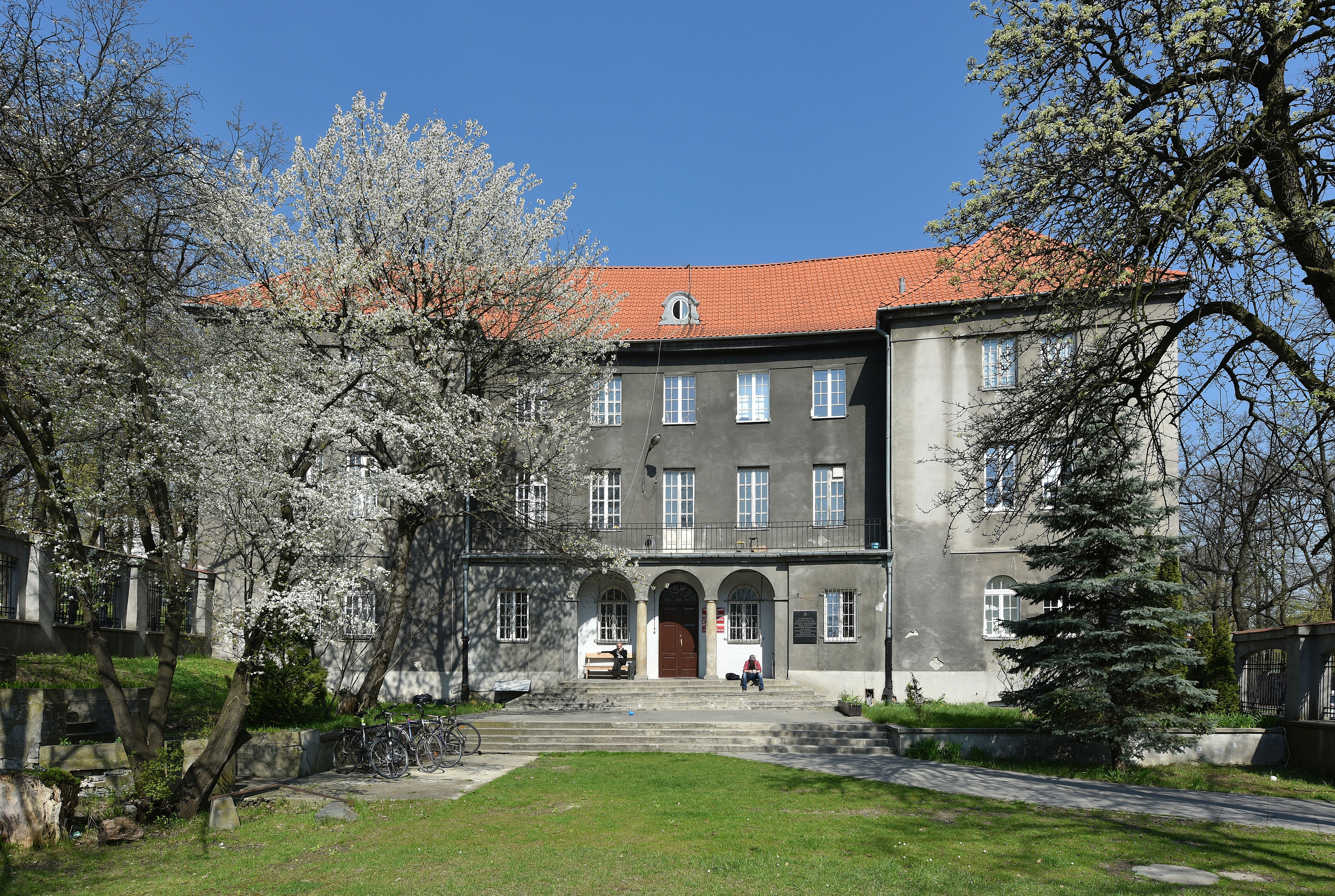
Siedziba Wydziałów: Architektury Wnętrz i Wzornictwa przy ul. Myśliwieckiej 8

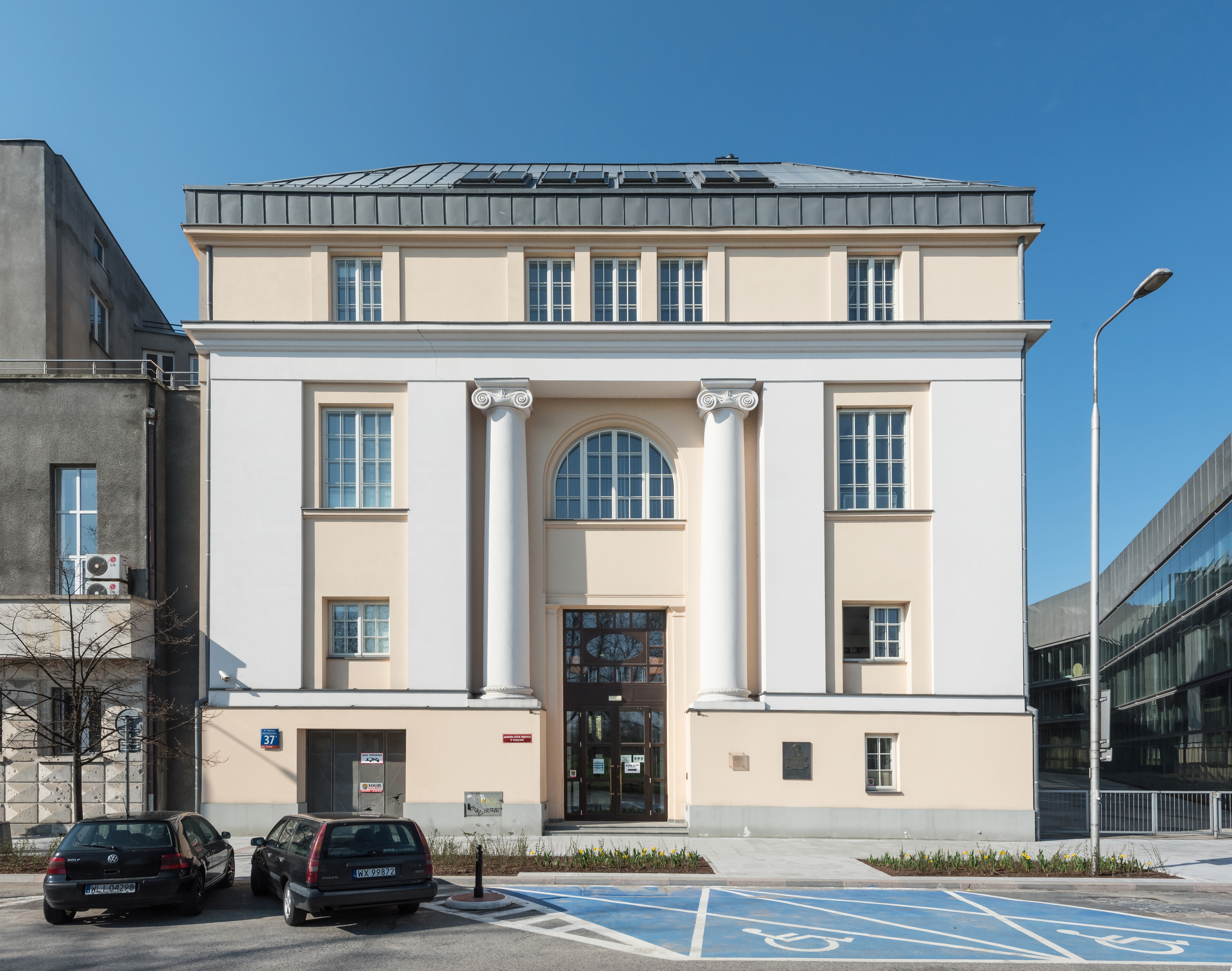
Siedziba kilku wydziałów ASP przy ul. Wybrzeże Kościuszkowskie 37

Akademia Sztuk Pięknych w Warszawie – akademia sztuk pięknych w Warszawie, najstarsza polska uczelnia artystyczna. Jej główna siedziba znajduje się w pałacu Czapskich przy ul. Krakowskie Przedmieście 5. Od 2020 roku rektorem uczelni jest prof. Błażej Ostoja Lniski.

## Historia
W roku 1816 na Uniwersytecie Warszawskim powstał Oddział Sztuk Pięknych, na którym profesorami byli m.in. Marcello Bacciarelli i Zygmunt Vogel. Po kasacie Uniwersytetu Warszawskiego w 1831 r., władze rosyjskie utworzyły w 1844 r. Szkołę Sztuk Pięknych, przyłączoną do Gimnazjum Realnego. Jej słuchacze brali czynny udział w manifestacjach patriotycznych lat 1860–1861 i w powstaniu styczniowym, co spowodowało jej kasatę w 1864 r. W 1865 r. reaktywowana jako Klasa Rysunkowa, od 1871 r. zwana od nazwiska jej wieloletniego kierownika i profesora „szkołą Wojciecha Gersona”. Klasa Rysunkowa została w 1920 r. przekształcona w Miejską Szkołę Sztuk Zdobniczych i Malarstwa w Warszawie. W 1904 r. powołano ponownie Szkołę Sztuk Pięknych, której profesorami byli m.in. Konrad Krzyżanowski, Karol Tichy, Ferdynand Ruszczyc i Xawery Dunikowski, natomiast pierwszym dyrektorem był Kazimierz Stabrowski. W latach 1909–1920 szkołą kierował Stanisław Lentz. Z kolei pracownią rzeźby przez lata kierował prof. Tadeusz Breyer. W 1932 Szkoła została przekształcona w Akademię Sztuk Pięknych.
Po zakończeniu II wojny światowej uczelnia została reaktywowana, a w 1950 r. połączona z Wyższą Szkołą Sztuk Plastycznych, kontynuatorką tradycji Miejskiej Szkoły Sztuk Zdobniczych i Malarstwa. Nosiła wówczas nazwę Akademii Sztuk Plastycznych. W 1957 r. ponownie nadano jej nazwę Akademia Sztuk Pięknych.
W latach 1954–1977 na Wydziale Architektury Wnętrz działały Zakłady Artystyczno-Badawcze.

## Władze

### Władze w kadencji 2020–2024
- Rektor: prof. Błażej Ostoja-Lniski[4]
- Prorektor ds. współpracy zewnętrznej i promocji: prof. Prot Jarnuszkiewicz
- Prorektor ds. studenckich i jakości kształcenia: dr hab. Barbara Kowalewska
- Prorektor ds. naukowych dr hab. Jacek Martusewicz
- Pełnomocnik ds. rozwoju i inwestycji: dr hab. Jerzy Bogusławski
- Pełnomocnik ds. ewaluacji: prof. Jacek Staszewski
- Pełnomocnik ds. dziedzictwa historycznego ASP w Warszawie: prof. Artur Winiarski
- Dyrektor Szkoły Doktorskiej dr hab. Anna Dorota Potocka

### Władze w kadencji 2016–2020
- Rektor: prof. Adam Myjak
- Prorektor ds. inwestycji: dr hab. Jerzy Bogusławski, prof. ASP
- Prorektor ds. nauki i rozwoju: prof. Wiktor Jędrzejec (do 2019)
- Prorektor ds. studenckich: prof. Wojciech Zubala[5]

### Władze w kadencji 2012–2016
- Rektor: prof. Adam Myjak
- Prorektor ds. inwestycji i rozwoju: dr hab. Jerzy Bogusławski, prof. ASP
- Prorektor ds. artystycznych i naukowych: prof. Paweł Nowak
- Prorektor ds. studenckich: prof. Wojciech Zubala[6].

## Wydziały
- Wydział Malarstwa
- Wydział Grafiki
- Wydział Wzornictwa
- Wydział Architektury Wnętrz
- Wydział Rzeźby
- Wydział Konserwacji i Restauracji Dzieł Sztuki
- Wydział Scenografii
- Wydział Sztuki Mediów
- Wydział Zarządzania Kulturą Wizualną

Jednostki pozawydziałowe
- Studium Języków Obcych
- Studium Wychowania Fizycznego
- Międzyuczelniany Instytut Konserwacji i Restauracji Dzieł Sztuki

Wydziały Malarstwa i Grafiki znajduje się przy Krakowskim Przedmieściu, Wydział Rzeźby – przy Wybrzeżu Kościuszkowskim 37, Sztuki Mediów i Projektowania Graficznego przy ul. Spokojnej 15, zaś Wzornictwa i Architektury Wnętrz przy ul. Myśliwieckiej 8.